# Brasão de Itatiba
O brasão de Itatiba é um dos símbolos do município do interior paulista, criado em 1956.

## Descrição
O Brasão de Armas de Itatiba é o instituído pela Lei nº 169, de 9 de dezembro de 1956, com as correções introduzidas pela Lei nº 5516 de 6 de janeiro de 2023 e assim se descreve: 
Escudo ibérico de sinopla carregado de uma faixeta ondada encimando pedras agrupadas e moventes da ponta, tudo de argente, mantelado em curva de jalde; chefe de goles com uma águia de voo estendido e grilhões partidos nas garras, tudo de argente, com um escudete primitivo de blau, carregado de uma flor-de-lis de argente. O escudo é encimado por uma coroa mural de argente, de oito torres, sendo cinco aparentes, com suas portas abertas de goles, tem como suportes dois ramos de cafeeiro, folhados, frutados e entrelaçados nas pontas e cachos de uvas, tudo ao natural, e brocante sobre eles, uma roda dentada de jalde. Sob o escudo, um listel de goles, com a divisa “VIS LABOR LIBERTAS” de argente.

## Simbolismo
Cada elemento do brasão representa um aspecto econômico ou social importante na história do municipio. Nas laterais, estão entrelaçados ramos dos principais produtos agrícolas da época da criação do emblema, café e uva. Na ponta estão pedras, um aceno ao nome da cidade, que vem do tupi "ita=pedra" e "tiba=muita".
O campo dourado mostra a riqueza do Município, em seus diversos setores. Sobre o campo de ouro, encabeçando o escudo, no centro, uma águia de prata com um pequeno escudo e uma flor-de-lis, representando Nossa Senhora do Belém, padroeira de Itatiba.  O campo chefe sob o qual está a águia, em vermelho, mostra as lutas travadas pela abolição da escravatura, oficializada na cidade em 29 de abril de 1888, 14 dias da assinatura da Lei Áurea. A luta pela liberdade também está simbolizada pelos grilhões partidos nos pés da águia.
Sobre o escudo situa-se, em argente (prata), a coroa mural, é o símbolo da emancipação política, com oito torres, das quais unicamente cinco são visíveis, constitui a reservada às cidades; as portas abertas proclamam o caráter hospitaleiro do povo de Itatiba e o esmalte goles (vermelho), na posição em que se encontra na coroa mural e por estar no Brasil a cor simbólica do Direito e da Justiça, está a indicar que Itatiba é cabeça de comarca, como a dizer: “dentro destas portas encontrareis a justiça”.
Na ponta do escudo acha-se um mantel (morro), em verde, indicando que Itatiba está situada em colinas, chegando a receber os apelidos "Princesa da Colina" e "Suíça paulista" devido ao seu relevo acidentado. Sobre o mantel, encontra-se um filete ondulado prateado simbolizando o ribeirão Jacaré que banha a cidade.
Na base do escudo está, em ouro, uma engrenagem, demonstrado a potência industrial do município.
Finalmente, sobre um listão vermelho e letras prateada está a divisa "VIS LABOR LIBERTAS" (Força, Trabalho, Liberdade), lema da cidade.